# Ferrari 326 MI
La 326 MI è un'autovettura monoposto da competizione prodotta dalla Ferrari nel 1958 in un solo esemplare.

## Il contesto
Il modello derivava dalla 246 F1 e nacque sostanzialmente dalla sostituzione del motore di quest'ultima con un propulsore tipo “Dino”. Questi motori derivavano l'appellativo dal nome del figlio di Enzo Ferrari, Dino, a cui è assegnata la progettazione. Essi possedevano una peculiarità: erano dei V6 con l'angolo tra le due bancate di 65°. Furono progettati con questa caratteristica per ridurre gli ingombri. In particolare, il motore della 326 MI era il massimo sviluppo, inteso come cilindrata, che si poteva ottenere dal monoblocco dei propulsori “Dino”. La caratteristica principale della “326 MI” era la leggerezza nei confronti delle monoposto contemporanee, che rendeva la vettura agile e le permetteva di sfruttare la potenza del motore.
La sigla numerica nel nome del modello era collegata alle caratteristiche del motore; più precisamente richiamava la cilindrata, che era di circa 3,2 L, ed il numero dei cilindri, che erano 6 a V. La sigla “MI” invece significava “Monza Indianapolis”, e si riferiva alla gara per cui fu progettata, costruita ed a cui partecipò.

## Le competizioni
Il modello esordì il 29 giugno 1958 all'Autodromo di Monza in occasione della 500 Miglia di Monza. A questa competizione presero parte vetture monoposto europee e statunitensi idonee a partecipare a gare che si svolgevano su tracciati ovali tipo Indianapolis. La Ferrari e la Maserati parteciparono a questo evento con, rispettivamente, due modelli (la 412 MI e, appunto, la “326 MI”) ed uno. Questa competizione era divisa in tre parti, ciascuna lunga 267 km, che portavano la lunghezza della gara, nell'insieme, a 500 miglia (da cui il nome dell'evento sportivo, 500 Miglia di Monza), ovvero circa 800 km.
La “326 MI” fu nell'occasione pilotata da Phil Hill, ma non completò la gara per guai all'accensione. Il pilota statunitense guidò poi, nel prosieguo della competizione, l'altra monoposto Ferrari partecipante, ossia la 412 MI.

## Caratteristiche tecniche
Il motore era un V6 a 65° anteriore e longitudinale. L'alesaggio e la corsa erano rispettivamente di 87 mm e 90 mm, che portavano la cilindrata totale a 3210,12 cm³. Il rapporto di compressione era di 9,9:1. La potenza massima erogata dal propulsore era di 330 CV a 7250 giri al minuto.
La distribuzione era formata da un doppio albero a camme in testa che comandava due valvole per cilindro. L'alimentazione era assicurata da tre carburatori di marca Weber e modello 50 DCN. L'accensione era doppia ed il relativo impianto comprendeva un magnete gemello. La lubrificazione era a carter secco, mentre la frizione era multidisco.
Le sospensioni anteriori erano indipendenti, con quadrilateri trasversali e barra stabilizzatrice, mentre quelle posteriori erano formate da un ponte De Dion e doppi puntoni. Entrambe avevano installato molle elicoidali ed ammortizzatori telescopici. I freni erano a tamburo, mentre la trasmissione era formata da un cambio manuale a tre rapporti più la retromarcia. Lo sterzo era a vite senza fine e settore dentato
Il telaio era tubolare in acciaio, mentre la carrozzeria era monoposto.